# 萨沃河
萨沃河（法語：Save，法語發音：[sav]）是法國的河流，位於該國南部，屬於加龍河的左支流，河道全長148.4公里，流域面積1,152平方公里，發源自拉讷默藏，河口處在格勒纳德。

## 外部連結
- http://www.geoportail.fr （页面存档备份，存于）
- Sandre数据库中的萨沃河